# Tacarata
Tacarata (łac. Diocesis Tacaratensis) – stolica historycznej diecezji we Cesarstwie Rzymskim w prowincji Numidia zlikwidowana w VII w. podczas ekspansji islamskiej, współcześnie w północnej Algierii. Obecnie katolickie biskupstwo tytularne. 

## Biskupi tytularni
| Lp. | Biskup                | Funkcja                               | Od                | Do               |
| --- | --------------------- | ------------------------------------- | ----------------- | ---------------- |
| 1   | John Mark Gannon      | emerytowany arcybiskup Erie (USA)     | 9 grudnia 1966    | 5 września 1968  |
| 2   | Gerald Thomas Bergan  | emerytowany arcybiskup Omahy (USA)    | 11 czerwca 1969   | 28 stycznia 1971 |
| 3   | Philip Francis Murphy | biskup pomocniczy Baltimore (USA)     | 11 stycznia 1976  | 2 września 1999  |
| 4   | Marius Peiris         | biskup pomocniczy Kolombo (Sri Lanka) | 16 listopada 2000 | 13 maja 2024     |